# Casalmoro

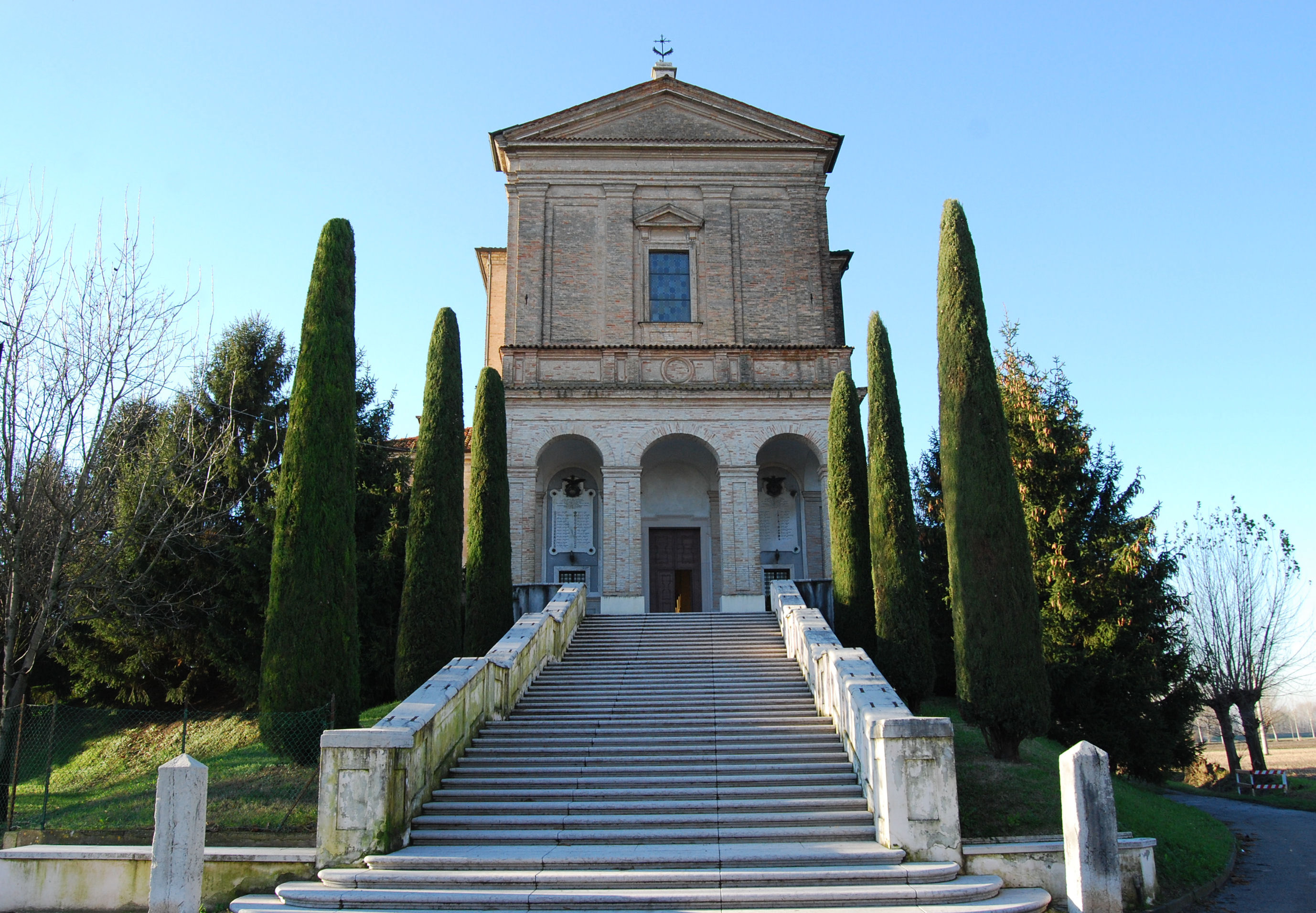
Kirche Madonna del Dosso in Casalmoro

Casalmoro ist eine norditalienische Gemeinde (comune) mit 2206 Einwohnern (Stand 31. Dezember 2023) in der Provinz Mantua in der Lombardei. Die Gemeinde liegt etwa 32,5 Kilometer westnordwestlich von Mantua am Chiese. Casalmoro grenzt unmittelbar an die Provinz Brescia.

## Verkehr
Durch die Gemeinde führt die Strada Statale 343 Asolana von Parma nach Castiglione delle Stiviere.